# Pappelstadion
El Pappelstadion es un estadio multiusos ubicado en la ciudad de Mattersburg en Burgenland, Austria. El estadio fue inaugurado en 1952 y posee una capacidad para 15 700 personas, es utilizado por el SV Mattersburg club de la Bundesliga Austriaca.
El estadio fue inaugurado el 10 de agosto de 1952 con motivo del 30 aniversario de la fundación del club, con un partido contra el Rapid Viena que finalizó 9-3 a favor del equipo de la capital. Después de las últimas obras de modernización, realizadas para poder jugar partidos en el entorno de la UEFA, pueden albergar a 15 700 espectadores. El debut europeo tuvo lugar el 2 de agosto de 2007 con motivo de la primera ronda de la Copa de la UEFA 2007-08, contra los kazajos del FC Aktobe.
El estadio fue sede de la final de la Copa de Austria en 2009 entre el Austria Viena y el Admira Wacker.